# Nanping
För andra betydelser, se Nanping (olika betydelser).
Nanping är en stad på prefekturnivå i norra delen av provinsen Fujian i Kina. Den ligger omkring 180 kilometer nordväst om provinshuvudstaden Fuzhou och  gränsar till provinsen Zhejiang i norr och till provinsen Jiangxi i nordväst. En del av bergskedjan Wuyishan är belägen inom prefekturen.
Staden är centrum för Fujians nordliga kultur och de flesta invånarna talar traditionellt min bei-dialekten, som också fått ge namn åt prefekturen.

## Administrativ indelning
Staden Nanping administrerar två stadsdistrikt, tre städer på häradsnivå och fem härad:
Stadsdistrikt:
- Jianyang (建阳区)
- Yanping (延平区)

Städer på häradsnivå:
- Jian'ou (建瓯市)
- Shaowu (邵武市)
- Wuyishan (武夷山市)

Härad:
- Guangze (光泽县)
- Pucheng (浦城县)
- Shunchang (顺昌县)
- Songxi (松溪县)
- Zhenghe (政和县)

| Karta                                                                             |
| --------------------------------------------------------------------------------- |
| Yanping Jianyang Shunchang Pucheng Guangze Songxi Zhenghe Shaowu Wuyishan Jian'ou |

## Klimat
Genomsnittlig årsnederbörd är 2 444 millimeter. Den regnigaste månaden är juni, med i genomsnitt 403 mm nederbörd, och den torraste är oktober, med 27 mm nederbörd.